# Магдаленув (Ласький повіт)
Магдаленув (пол. Magdalenów) — село в Польщі, у гміні Водзеради Ласького повіту Лодзинського воєводства.
Населення — 87 осіб (2011).
У 1975-1998 роках село належало до Серадзького воєводства.

## Демографія
Демографічна структура станом на 31 березня 2011 року:
|          | Загалом | Допрацездатний вік | Працездатний вік | Постпрацездатний вік |
| -------- | ------- | ------------------ | ---------------- | -------------------- |
| Чоловіки | 45      | 5                  | 32               | 8                    |
| Жінки    | 42      | 8                  | 24               | 10                   |
| Разом    | 87      | 13                 | 56               | 18                   |